# Hardy-Littlewood-Vermutung
Die beiden Hardy-Littlewood-Vermutungen sind unbewiesene mathematische Vermutungen aus dem Bereich der Zahlentheorie. Sie wurden von den beiden englischen Mathematikern Godfrey Harold Hardy und John Edensor Littlewood aufgestellt und im Jahre 1923 im Werk “Some Problems of ‘Partitio Numerorum.’ III. On the Expression of a Number as a Sum of Primes.” veröffentlicht.
Im Jahre 1974 gelang es Ian Richards aufzuzeigen, dass die beiden Hardy-Littlewood-Vermutungen inkompatibel zueinander sind. Das bedeutet, sie können nicht beide korrekt sein, sondern höchstens eine.

## Erste Hardy-Littlewood-Vermutung
Die erste Hardy-Littlewood-Vermutung wird auch k-Tupel-Vermutung oder starke Primzahlzwillingsvermutung genannt. Letzteres hat den Grund, dass durch das Beweisen der ersten Hardy-Littlewood-Vermutung unter anderem auch die Primzahlzwillingsvermutung – nach der unendlich viele Primzahlzwillinge existieren – bewiesen wird. Sie besagt, es existieren unendlich viele Primzahltupel zu allen korrekten (und nicht notwendigerweise dichtesten) Konfigurationen und gibt eine explizite Funktion für die Dichte dieser an. Mit einer Konfiguration eines Primzahltupels werden die Differenzen zwischen den Tupelelementen beschrieben. So ist beispielsweise {\displaystyle (0,2)} eine mögliche korrekte Konfiguration eines primen 2-Tupels (auch bekannt als Primzahlzwilling). Damit eine Konfiguration als korrekt gilt, dürfen nicht alle möglichen Reste bezüglich jeder Primzahl {\displaystyle \leq k} im Tupel vorkommen (→ Primzahltupel). Die dichtesten Konfigurationen werden auch Konstellationen genannt.
Sei im Weiteren {\displaystyle P} die Funktion, die zu einer beliebigen Zahl die Menge aller Primzahlen kleinergleich dieser Zahl angibt. Formal:
{\displaystyle P:\mathbb {R} \rightarrow {\mathcal {P}}(\mathbb {P} ),x\mapsto [0,x]\cap \mathbb {P} }
Wobei die eckigen Klammern {\displaystyle [\cdot ,\cdot ]} für ein abgeschlossenes Intervall stehen und wobei {\displaystyle \mathbb {P} } für die Menge aller Primzahlen steht. Sei {\displaystyle \pi } die Primzahlfunktion, sie gibt also die Anzahl der Primzahlen an, die kleiner oder gleich sind wie ihr Funktionsargument. Diese lässt sich dank der Definition der Funktion {\displaystyle P} einfach formalisieren:
{\displaystyle \pi :\mathbb {R} \rightarrow \mathbb {N} ,x\mapsto \left|P(x)\right|}
Nun kann für beliebige korrekte Konfigurationen {\displaystyle (p,p+2m_{1},\dots ,p+2m_{k})} der Größe {\displaystyle k+1} eine Konstante {\displaystyle C_{m_{1},\dots ,m_{k}}} eingeführt werden, die durch das folgende konvergente unendliche Produkt definiert ist:
{\displaystyle {\mathfrak {S}}({\mathcal {H}})=C_{m_{1},\dots ,m_{k}}=2^{k}\cdot \prod _{p\in \mathbb {P} \setminus \{2\}}{\frac {1-{\frac {w(p;m_{1},\dots ,m_{k})}{p}}}{\left(1-{\frac {1}{p}}\right)^{k+1}}}}
Wobei {\displaystyle w(p;m_{1},\dots ,m_{k})} die Anzahl unterschiedlicher Reste von {\displaystyle 0,m_{1},\dots m_{k}} bezüglich des Teilers {\displaystyle p} bezeichnet. Formal:
{\displaystyle w(p;m_{1},\dots ,m_{k})=\left|\left\{n\in \mathbb {N} \mid \exists i\in \mathbb {N} :n=m_{i}\mod p\right\}\right|}
Die Zahl {\displaystyle C_{2}\approx 0{,}66016\dots } wird auch Primzahlzwillingskonstante bezeichnet. (Folge A005597 in OEIS)
{\displaystyle C_{2}=\left(\prod _{p\in \mathbb {P} \setminus \{2\}}{\frac {p\cdot (p-2)}{(p-1)^{2}}}\right)=\left(\prod _{p\in \mathbb {P} \setminus \{2\}}1-{\frac {1}{(p-1)^{2}}}\right)\approx 0{,}66016\dots }
Für Primzahlpaare ({\displaystyle k=1}) mit beliebiger Differenz {\displaystyle m} existiert für die Konstante {\displaystyle C_{m}} die folgende Formel:
{\displaystyle C_{m}=2\prod _{p\in \mathbb {P} }{\frac {p\cdot (p-2)}{(p-1)^{2}}}\prod _{p\in \left\{n\in \mathbb {P} \mid n\mid m\right\}}{\frac {p-1}{p-2}}}
Wobei {\displaystyle n\mid m} für die Teilbarkeitsrelation steht.
Für {\displaystyle C_{2}} hat sich der oben erwähnte Wert von etwa 0,66016 etabliert. Es ist hierbei zu unterscheiden, dass {\displaystyle C_{m}} mit {\displaystyle m=2} und folglich {\displaystyle k=1} doppelt so groß ist wie {\displaystyle C_{2}}, weswegen es für die Vermutung zum asymptotischen Verhalten auch zwei unterschiedliche Formeln gibt.
Interessanterweise ist die Konstante {\displaystyle C} für unterschiedliche Konfigurationenen gleicher Größe nicht notwendigerweise gleich. Das kleinste Gegenbeispiel ist eine Konstellation der Größe 8.
Es lässt sich nun auch die Primzahlfunktion {\displaystyle \pi } um den Index {\displaystyle (m_{1},\dots ,m_{k})} erweitern, sodass {\displaystyle \pi _{m_{1},\dots ,m_{k}}} die Anzahl aller Primzahltupel bezeichnet, die von der Form {\displaystyle (p,p+2m_{1},\dots ,p+2m_{k})} sind und deren Komponenten nicht größer als das Funktionsargument sind. Als Beispiel sei {\displaystyle \pi _{2}(9)=2} genannt, denn bis 9 gibt es die Primzahlzwillinge {\displaystyle (3,5)} und {\displaystyle (5,7)}.

### Primzahlzwillingsvermutung
Mit der ersten Hardy-Littlewood-Vermutung wird nun behauptet, es gälte das asymptotische Verhalten
{\displaystyle \pi _{2}(n)\sim 2C_{2}{\frac {x}{(\ln x)^{2}}}\sim 2C_{2}\int _{2}^{n}{\frac {\mathrm {d} t}{(\ln t)^{2}}}}
was sich auch wie folgt als Grenzwert formalisieren lässt:
{\displaystyle \lim _{n\rightarrow \infty }{\frac {\pi _{2}(n)}{2C_{2}\int _{2}^{n}{dt \over (\ln t)^{2}}}}=1}

### k-Tupelvermutung
Auf beliebige Konfigurationen {\displaystyle {\mathcal {H}}=\{m_{1},\dots ,m_{k}\}} verallgemeinert lautet die Vermutung
{\displaystyle \pi _{m_{1},\dots ,m_{k}}(n)\sim {\mathfrak {S}}({\mathcal {H}}){\frac {x}{(\ln x)^{k}}}\sim C_{m_{1},\dots ,m_{k}}\int _{2}^{n}{\frac {\mathrm {d} t}{\mathrm {d} \ln ^{k+1}t}}}
was sich auf analoge Weise zu einem Grenzwert umformen lässt. Die Funktion {\displaystyle {\mathfrak {S}}({\mathcal {H}})} nennt man Singular-Reihe.
Da die Anzahl der Primzahlen {\displaystyle \pi } laut dem Primzahlsatz asymptotisch äquivalent zu {\displaystyle {\frac {x}{\ln x}}} ist – es gilt also {\displaystyle \pi (x)\sim {\frac {x}{\ln x}}} –, so scheint die Vermutung durchaus plausibel, und auch numerisch lässt sich die asymptotische Form gut bestätigen, was jedoch nicht hinreichend für einen Beweis ist.

## Zweite Hardy-Littlewood-Vermutung
Die zweite Hardy-Littlewood-Vermutung trifft die Aussage über die Anzahl der Primzahlen in einem Intervall. Genauer geht es um die folgende Ungleichung:
{\displaystyle \forall x,y\in \left\{n\in \mathbb {N} \mid n\geq 2\right\}:\pi (x+y)\leq \pi (x)+\pi (y)}
Wobei {\displaystyle \pi } erneut die Primzahlfunktion ist, also die Anzahl der Primzahlen angibt.
Im Allgemeinen wird davon ausgegangen, dass diese Vermutung falsch ist, da sie – wie anfangs erwähnt – nicht kompatibel zur plausibleren ersten Hardy-Littlewood-Vermutung ist.
Der Fall für {\displaystyle x=y} ist trivial. Die Primzahlfunktion wächst langsamer als linear, formal lässt sich also sagen, dass {\displaystyle \pi \in {\hbox{o}}(\operatorname {id} _{\mathbb {R} })} gilt, wobei {\displaystyle \operatorname {id} _{\mathbb {R} }} die identische Abbildung ist. Siehe Landau-Symbole für die o-Notation. Folglich muss also die Ungleichung {\displaystyle \pi (2\cdot x)\leq 2\cdot \pi (x)} für {\displaystyle x\geq 2} gelten.
Als Beispielwerte für {\displaystyle x,y\in \left\{n\in \mathbb {N} \mid n\geq 2\right\}}, für welche die Gleichung {\displaystyle \pi (x+y)=\pi (x)+\pi (y)} gilt, seien konkret {\displaystyle (2,3)} genannt. Allgemein erfüllen alle Paare {\displaystyle (x,y)=(2,p)} bzw. {\displaystyle (p,2)} die Gleichung, bei welchen {\displaystyle p} das kleinere Element eines Primzahlzwillingspaares ist. 
Analog dazu gilt die Ungleichung {\displaystyle \pi (x+y)<\pi (x)+\pi (y)} für alle {\displaystyle (2,p)} bzw. {\displaystyle (p,2)}, bei denen {\displaystyle p} nicht das kleinere Element eines Primzahlzwillingspaares ist. Ein Beispiel ist {\displaystyle p=7}, denn {\displaystyle (7,9)} ist kein Primzahlzwillingspaar, da 9 nicht prim ist.